# DWA LVT/S
Der DWA LVT/S (Leichtverbrennungstriebwagen/Schienenbus) ist ein Dieseltriebwagen für den Regionalverkehr mit Niederflur-Einstieg.

## Geschichte
1996 entwarf die Deutsche Waggonbau den Doppelstocktriebwagen DB-Baureihe 670, der jedoch betrieblich nicht befriedigte. Als Alternative entwickelte die DWA den einstöckigen Triebwagen LVT/S, der robuster und vollbahntauglich ausgelegt wurde und überzeugen konnte. Mit Übernahme der DWA durch Bombardier unterblieb ein Weiterbau ebenso wie eine Erweiterung der Fahrzeugpalette um einen Steuerwagen oder eine Doppeltriebwagenvariante.

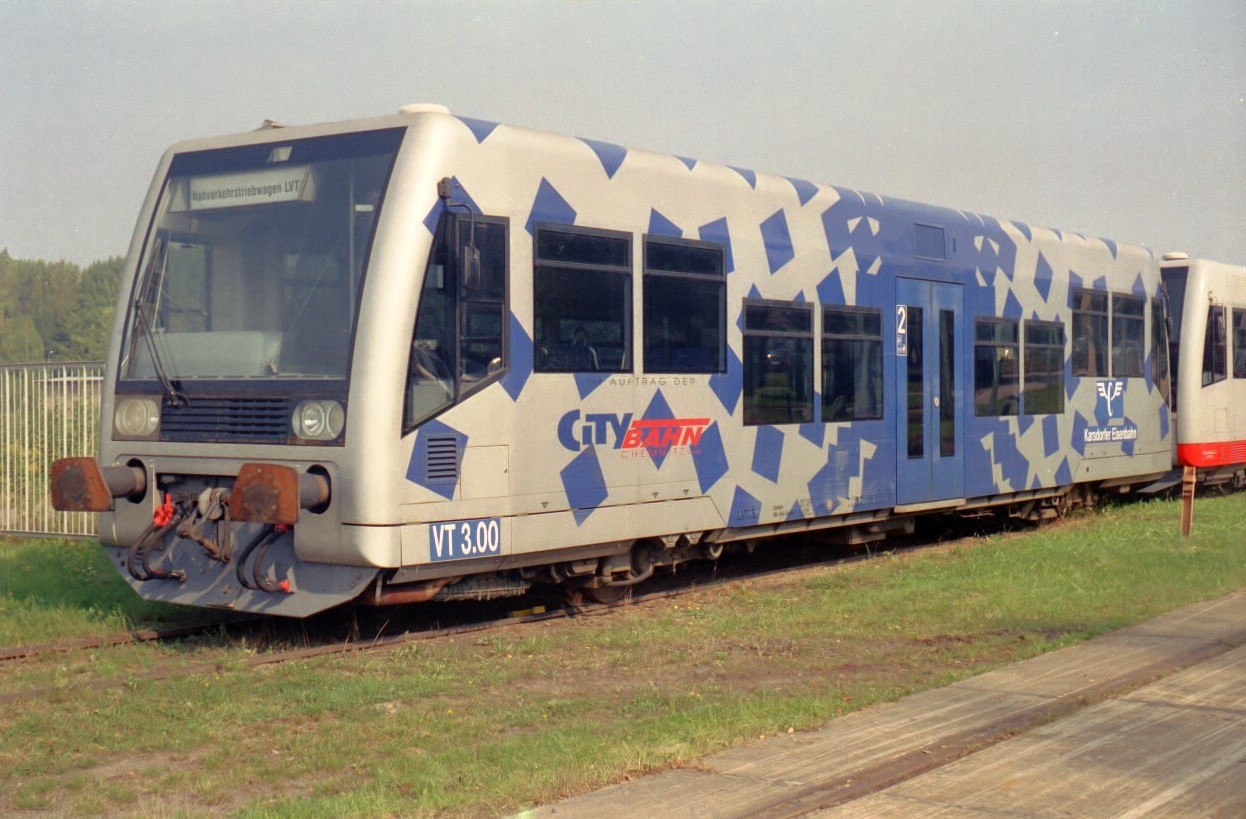
Prototyp mit Emblemen von City-Bahn Chemnitz und KEG 2003 beim Waggonbau Bautzen

## Einsatz
1998 kamen einige Fahrzeuge bei der Butzbach-Licher Eisenbahn auf der Bahnstrecke Friedberg – Friedrichsdorf zum Einsatz, da die bestellten GTW 2/6 nicht rechtzeitig geliefert werden konnten. Testweise kamen Fahrzeuge unter anderem auch bei der City-Bahn Chemnitz auf der Strecke Chemnitz – Stollberg (1998 – 1999) sowie 504 003 und 004 als Ersatzfahrzeuge für die in Reparatur befindlichen Integral S5D95 bei der Bayerischen Oberlandbahn zum Einsatz.

### Burgenlandbahn
19 Fahrzeuge waren bei der Burgenlandbahn in Sachsen-Anhalt seit 1999 im Planeinsatz (Stand 1. Juli 2008). Stationiert waren die Fahrzeuge in Karsdorf beim Eigentümer Karsdorfer Eisenbahngesellschaft, kurz: KEG, der diese Fahrzeuge der gemeinsam mit der DB gegründeten Tochter Burgenlandbahn zur Verfügung stellte. Mit der Insolvenz der KEG gingen die Fahrzeuge an die Burgenlandbahn über. Die Strecken der ehemaligen Burgenlandbahn werden seit Dezember 2018 durch einen anderen Betreiber bzw. seit Dezember 2019 durch andere Fahrzeuge bedient.

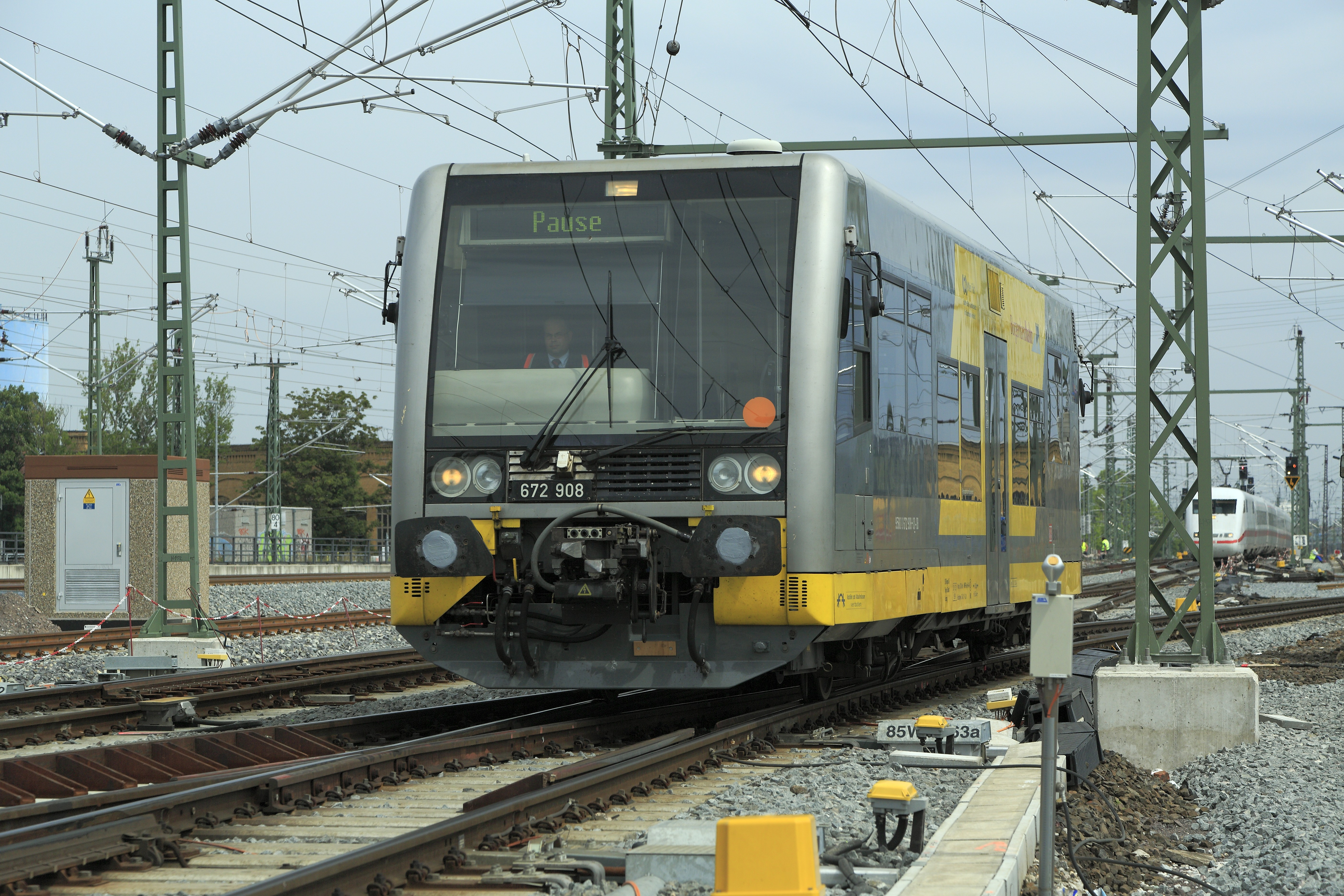
Serienfahrzeug der Burgenlandbahn in Leipzig

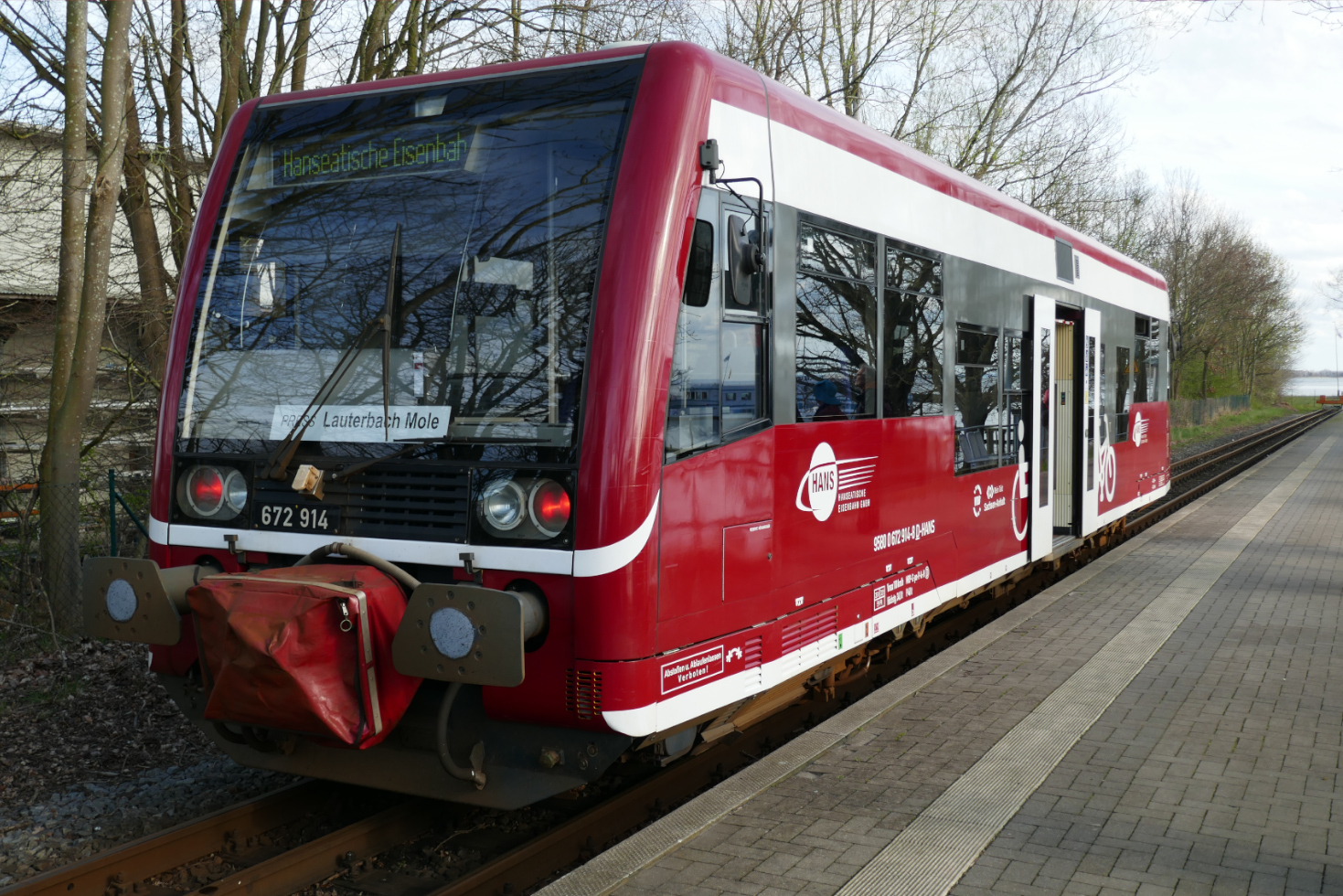
HANS 672 914 in Lauterbach/Rügen (April 2024)

Ursprünglich wurden die Fahrzeuge als KEG VT 3.00 bis VT 3.18 bezeichnet, die DB Netz AG führte die Fahrzeuge aber DB-nummernkonform als Baureihe 672 (672.9). Ab 2003 erhielten die Triebwagen schrittweise auch entsprechende Nummernschilder an den Fronten und Seiten. Im KEG-Bestand befanden sich die Fahrzeuge 672 901 bis 918; die im gleichen Gebiet eingesetzten 672 919 und 920 waren Leasingfahrzeuge, die nie eine KEG-Nummer hatten. Die Fahrzeuge 672 905, 912, 917 und 918 sind mittlerweile bereits verschrottet.
Der Prototyp VT 3.00 (später 504 006) behielt die Messelackierung von der InnoTrans 1996 und wurde nicht in die BR 672 umgezeichnet, ging spätestens 2003 zum Hersteller zurück und dient seit 2021 als Versuchsträger bei der Rurtalbahn (siehe Abschnitt Trivia).
Von April 2006 bis Dezember 2006 waren die Fahrzeuge wegen Rahmenschäden aus Sicherheitsgründen bis zu deren Sanierung nicht im Einsatz. Seit März 2012 waren 672 919 und 920 als Vorserienmodelle abgestellt. Sie besaßen Vollwellen, für die es keine Prüfanweisung gab, die den Forderungen des Eisenbahn-Bundesamtes genügte. Beide Fahrzeuge wurden im Werk Stendal abgestellt und im Jahr 2018 weiterverkauft.

### Privatbahnen
Auf der im Jahr 1999 reaktivierten Donnersbergbahn zwischen Alzey und Kirchheimbolanden setzte die Eurobahn (Rhenus Keolis) verschiedene Triebwagen (504 002, 504 005 und 672 902) bis zur Lieferung der bestellten RegioShuttle RS1 ein.
Aufgrund eines Redesigns der VT 2E der Frankfurt-Königsteiner Eisenbahn (ebenso wie die Butzbach-Licher Eisenbahn eine Tochter der Hessischen Landesbahn) waren von 2006 bis 2007 drei Einheiten dieses Typs auf der Königsteiner Bahn werktags im Einsatz. Diese kamen von Bombardier und waren eine Leihgabe. Anschließend wurden diese Fahrzeuge von der Prignitzer Eisenbahn übernommen.
Das Unternehmen Vetter Verkehrsbetriebe setzte bis Ende 2014 auf der Strecke von Lutherstadt Wittenberg nach Bad Schmiedeberg (Elbe-Heide-Bahn) ebenfalls drei Fahrzeuge (504 002, 005 und 006) ein.
Im Dezember 2011 mietete die Städtebahn Sachsen ein Fahrzeug von Bombardier, das meist zwischen Pirna und Neustadt zum Einsatz kam. Seit Dezember 2012 verkehrt 504 001 auf den von der Eisenbahngesellschaft Potsdam gewonnenen Strecken in der Prignitz, seit Dezember 2014 mit 504 002 auch ein zweiter Triebwagen für die heutige HANS (Hanseatische Eisenbahn). Der Prototyp (504 006) ging nach seinem Einsatz auf der Elbe-Heide-Bahn ebenfalls an die Hanseatische Eisenbahn.
2018 wurde der Verkauf von drei Triebwagen der Baureihe 672 (907, 919 und 920) von der DB an die Hanseatische Eisenbahn bekannt. Dem Triebwagen 672 919 wurde am 6. April 2018 als Verstärkung für die Hanseatische Eisenbahn die Zulassung erteilt, dem 672 920 im Juni 2018. Das Fahrzeug 672 907 wurde im Dezember 2018 nach Meyenburg überführt.
Ende 2019 hat die Dessauer Verkehrs- und Eisenbahngesellschaft drei Fahrzeuge (672 902, 913 und 915) erworben. Diese wurden in der Nacht zum 14. Januar 2020 nach Dessau überführt. Die Fahrzeuge 672 913 und 915, die noch über gültige Fristen verfügten, wurden dort bis Ende März 2020 in Betrieb genommen. Die Fahrgasttoilette wurde jeweils ausgebaut, um Platz für eine Fahrradabstellfläche zu schaffen.
Ende 2021 wurden 10 Fahrzeuge der Burgenlandbahn an die Hanseatische Eisenbahn verkauft.
Im Frühjahr 2024 war ein von der Hanseatischen Eisenbahn ausgeliehener Triebwagen als Ersatzfahrzeug auf der Strecke Bergen auf Rügen – Lauterbach Mole bei der PRESS im Einsatz.

### Aktueller Einsatz

#### Brandenburg
| Linie | Linienweg                                                                 | Betreiber |
| ----- | ------------------------------------------------------------------------- | --------- |
| RB 73 | (Pritzwalk – Blumenthal (Mark) –) Kyritz Am Bürgerpark – Neustadt (Dosse) | HANS      |
| RB 74 | (Pritzwalk West –) Pritzwalk – Brügge (Prign) – Meyenburg (– Plau am See) | HANS      |

#### Mecklenburg-Vorpommern
| Linie | Linienweg                                          | Betreiber |
| ----- | -------------------------------------------------- | --------- |
| RE 27 | Bergen auf Rügen – Fährhafen Mukran                | HANS      |
| RB 16 | Kleinseenbahn: Neustrelitz Hbf – Wesenberg – Mirow | HANS      |

#### Sachsen-Anhalt
| Linie | Linienweg                                   | Betreiber | Bemerkung                             |
| ----- | ------------------------------------------- | --------- | ------------------------------------- |
| DWE   | Dessau Hbf – Oranienbaum – Wörlitz          | DVE       | in Nebensaison donnerstags mit VT 670 |
| RB 33 | Stendal Hbf – Tangermünde                   | HANS      | Ersatzfahrzeug für VT 640 und 650     |
| RB 34 | Rathenow – Schönhausen (Elbe) – Stendal Hbf | HANS      | Ersatzfahrzeug für VT 640 und 650     |

## Konstruktion
Die Endmontage der Fahrzeuge fand im Werk Bautzen statt, aber auch andere Werke der DWA waren als Zulieferer beteiligt. So war das Werk Vetschau für die Konstruktion der Laufwerke verantwortlich und die FAGA Fahrzeugausrüstung Berlin GmbH für die elektrische Ausrüstung.
Das Fahrzeug ist wie der Doppelstocktriebwagen 670 in der Achsfolge 1’A’ entworfen und hat in der Fahrzeugmitte eine Doppeltür. Es wird von einem Volvo-Dieselmotor mit 265 kW Leistung und einem mechanischen Automatikgetriebe Bauart Renk Doromat angetrieben.
Die Triebwagen haben eine Längssteifigkeit von 600 kN/mm.
Weil es zu Beginn des Betriebes auf der Burgenlandbahn im Rahmen des Flügel- und Verstärkerzug-Konzeptes zu einem Mischbetrieb mit den MAN-Triebwagen der Baureihe 772.9 kommen sollte (und kam), erhielten die LVT/S der Karsdorfer Eisenbahngesellschaft (KEG) spezielle automatische Mittelpufferkupplungen. Diese wurden von KEG-Eigner Bernhard van Engelen gemeinsam mit SAB/Wabco entwickelt. Untereinander arbeiteten die Kupplungen automatisch und verbanden die Fahrzeuge mechanisch, pneumatisch und elektrisch. Zur Kupplung mit dem MAN (oder anderen Fahrzeugen) wurde ein Adapterbügel vorgeklappt und damit die klassische Hakenkupplung mechanisch verbunden. Luft und Steuerleitungen wurden dann mit parallelen klassischen Leitungen verbunden. Diese Kupplung war keine Notkupplung nur fürs Abschleppen, sondern besaß eine Zulassung für den Betrieb mit Fahrgästen. Zudem gab es keine Einschränkungen bei Anhängelasten etc.
Durch eine Änderung des Radsatzmaterials der Burgenlandbahn-LVT/S reduzierte sich zwar der Verschleiß an den Radsätzen, die Langzeitfolge waren allerdings Anrisse am Fahrwerk, die schließlich unter der Ägide der DB ab Ende der 2000er-Jahre zur Abstellung der Fahrzeuge führten.

## Ausrüstung
- Indusi I60 R PZB 90
- Zugfunk GSM-R
- Sprechstelle zum Triebfahrzeugführer
- Beschallungsanlage
- Zugzielanzeige (Rollband) von Brose (nur Vorserie)

bei den Serienfahrzeugen zusätzlich:
- WC geschlossenes System
- Fahrgastinformationssystem von GSP
- Fahrgastzähleinrichtung von Interautomation
- Fahrkartenautomat
- Rampe für Rollstühle

Durch sehr dichte Bestuhlung konnten in dem kleinen Wagen bis zu 64 Sitze untergebracht werden, allerdings bei beengten Verhältnissen. Fotos vom Innenraum (672 916 der Burgenlandbahn):

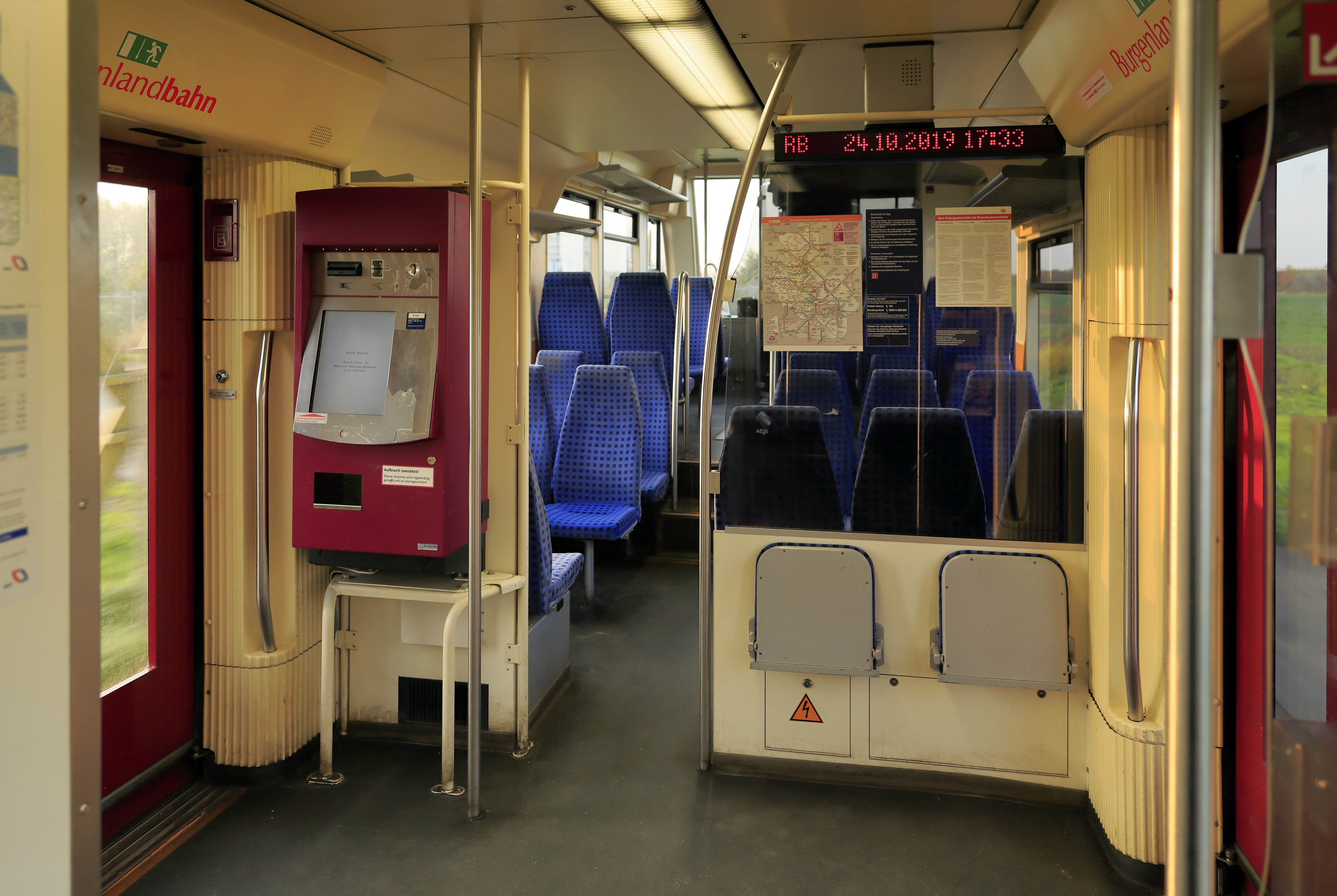
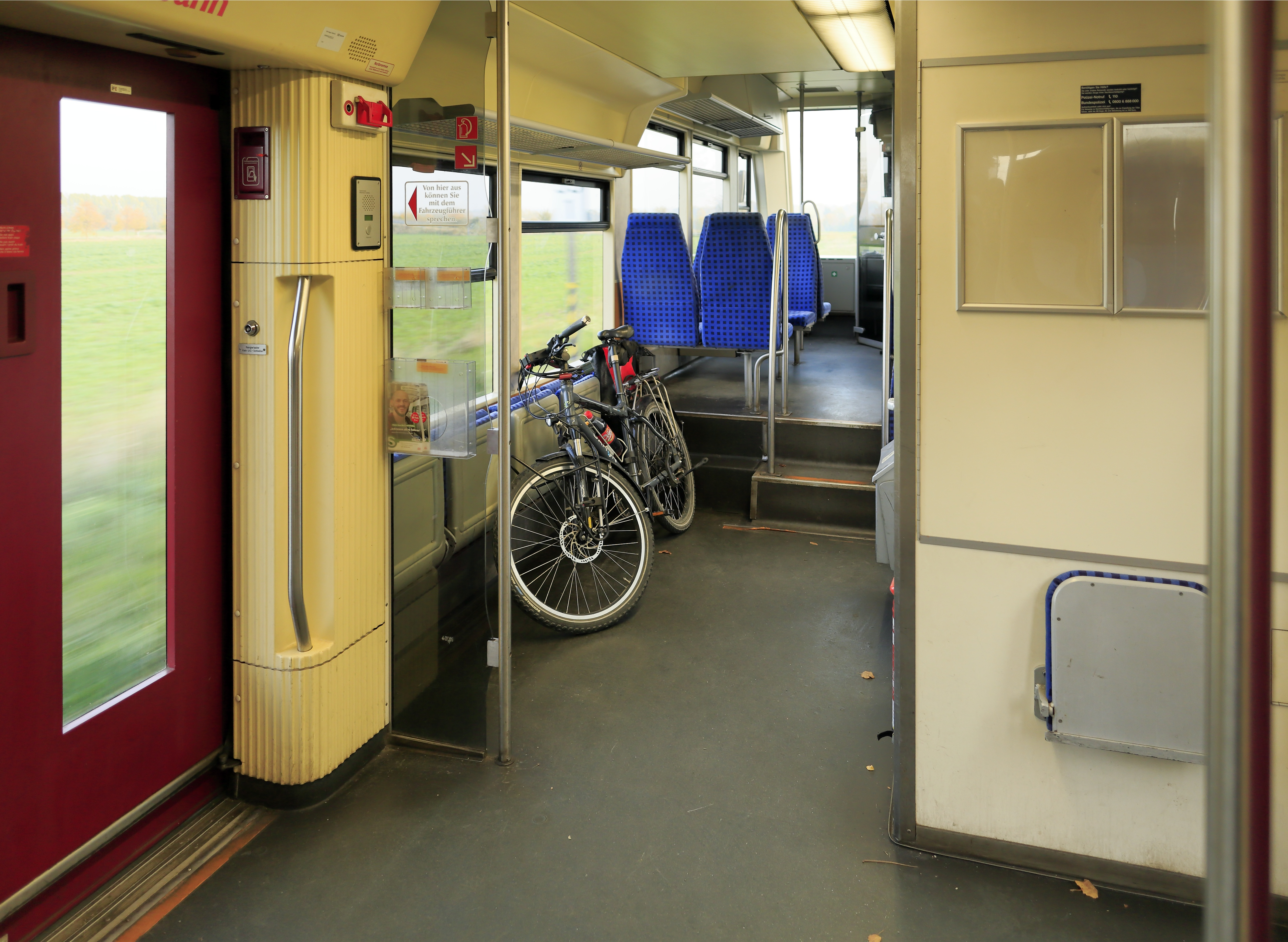
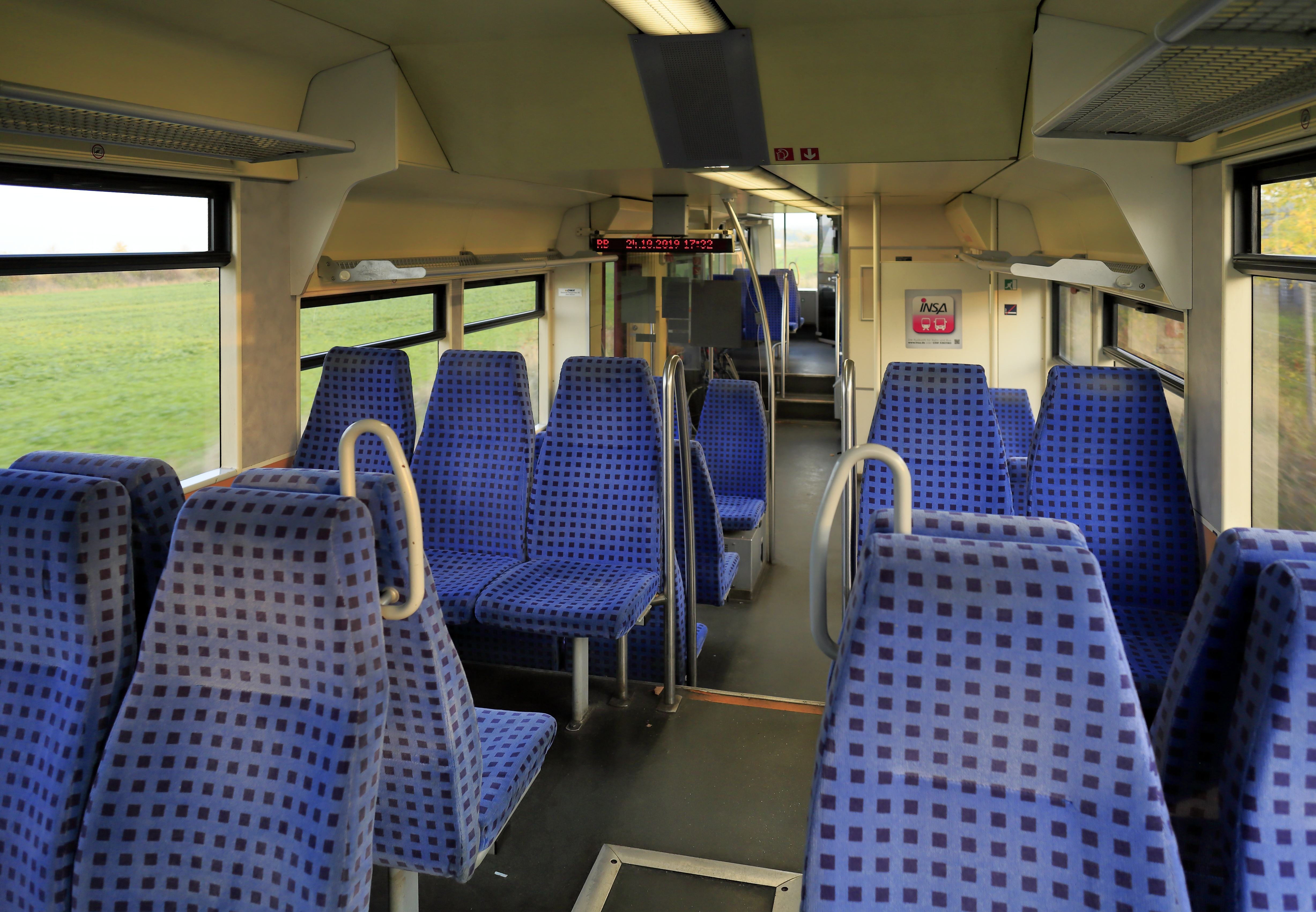

## Ereignisse
Anfang Dezember 2008 fuhr ein Triebwagen der Baureihe 672 ohne Triebfahrzeugführer 40 Kilometer weit von Merseburg nach Querfurt. Es waren keine Personen im Zug und es kam zu keinem Unfall. Gebremst wurde der Zug durch das Zugbeeinflussungssystem, weil die Geschwindigkeit des Zuges die zulässige Höchstgeschwindigkeit überschritten hatte.
Der Triebwagen 672 912 geriet im Sommer 2003 in Brand und wurde im Jahr 2007 zerlegt. 2017 wurden ebenfalls 672 905 und 918 verschrottet, die zuvor nach Unfällen als Ersatzteilspender genutzt wurden.
Bei einem schweren Prellbockunfall wurde im Jahr 2012 das Fahrzeug 504 005 ebenfalls schwer beschädigt und dient nun der Hanseatischen Eisenbahn als Ersatzteilspender sowie neben der Werkstatt Meyenburg als Lagerraum.
Am 31. Oktober 2021 geriet 504 002 am Haltepunkt Sarnow in Brand. Das Fahrzeug ist nicht mehr betriebsfähig und mittlerweile im Bahnwerk Neustrelitz abgestellt.

## Trivia
Wegen der grau-roten Lackierung der Vorserienfahrzeuge erhielten insbesondere diese fünf Exemplare den Spitznamen „graue Maus“. Mittlerweile sind diese, bis auf 504 005, im Einsatz bei der Hanseatischen Eisenbahn und in dem dort typischen dunklen Rotton gehalten.
Von den 18 Serienfahrzeugen der Burgenlandbahn sind abzüglich der bereits zerlegten und verkauften Fahrzeuge sowie dem Ersatzteilspender 672 917 noch zehn Fahrzeuge vorhanden und wurden alle Ende 2021 ebenfalls von der HANSeatischen Eisenbahn erworben.

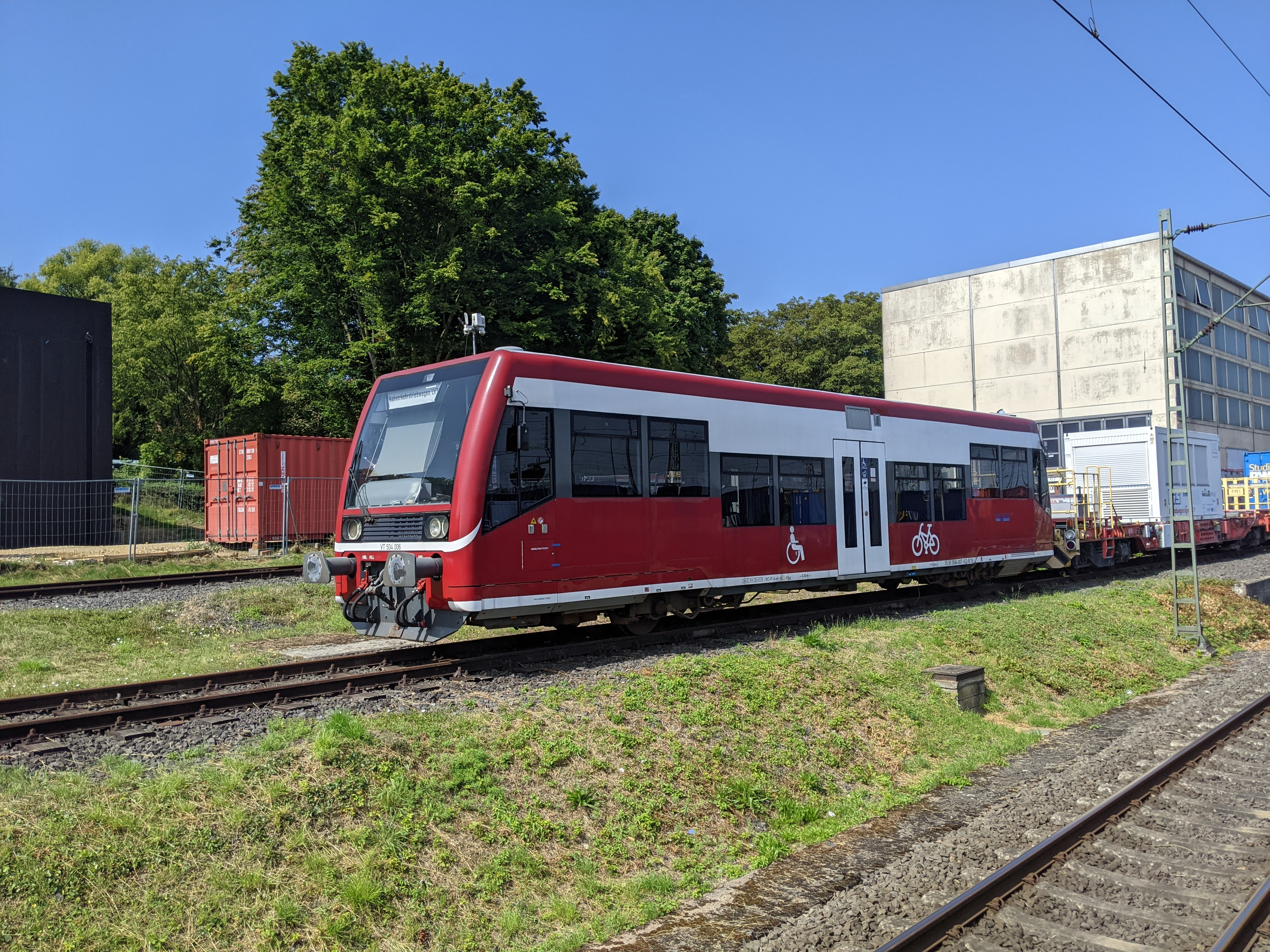
VT 504 006 Rurtalbahn in Aachen West

VT 504 006 wurde Ende 2021 von der Rurtalbahn erworben und soll als Forschungsobjekt für BrainTrain JuLiA als selbstfahrender Zug zwischen Jülich und Linnich erprobt werden. Die Strecke und das Fahrzeug sollen mit Sendern/Empfänger mit ETCS von Scheidt & Bachmann ausgestattet werden. Die Kosten werden mit einer Förderung von etwa 1 Mio. Euro angegeben.

## Galerie

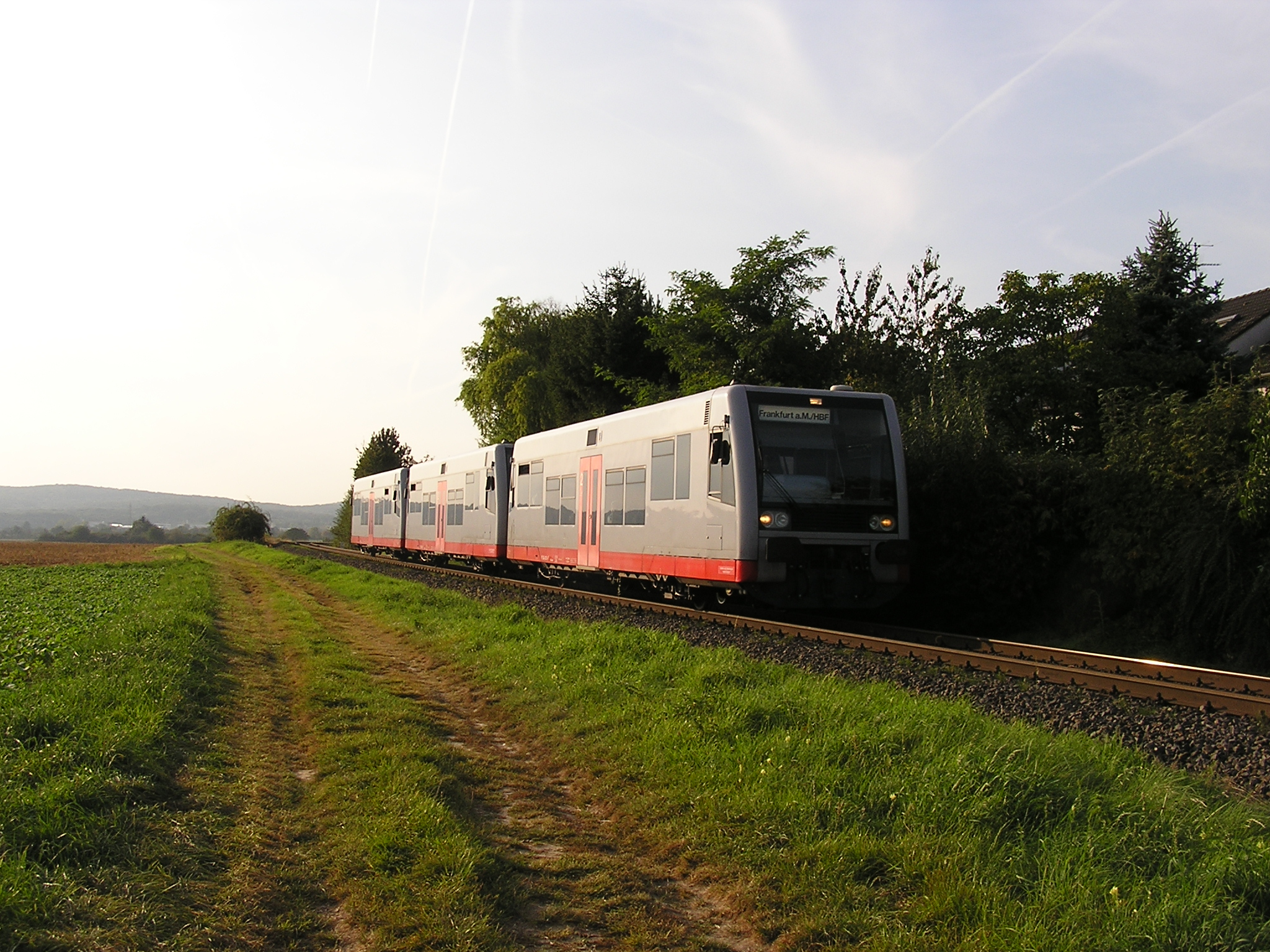
Drei LVT/S als Leihgabe auf der Königsteiner Bahn bei Liederbach
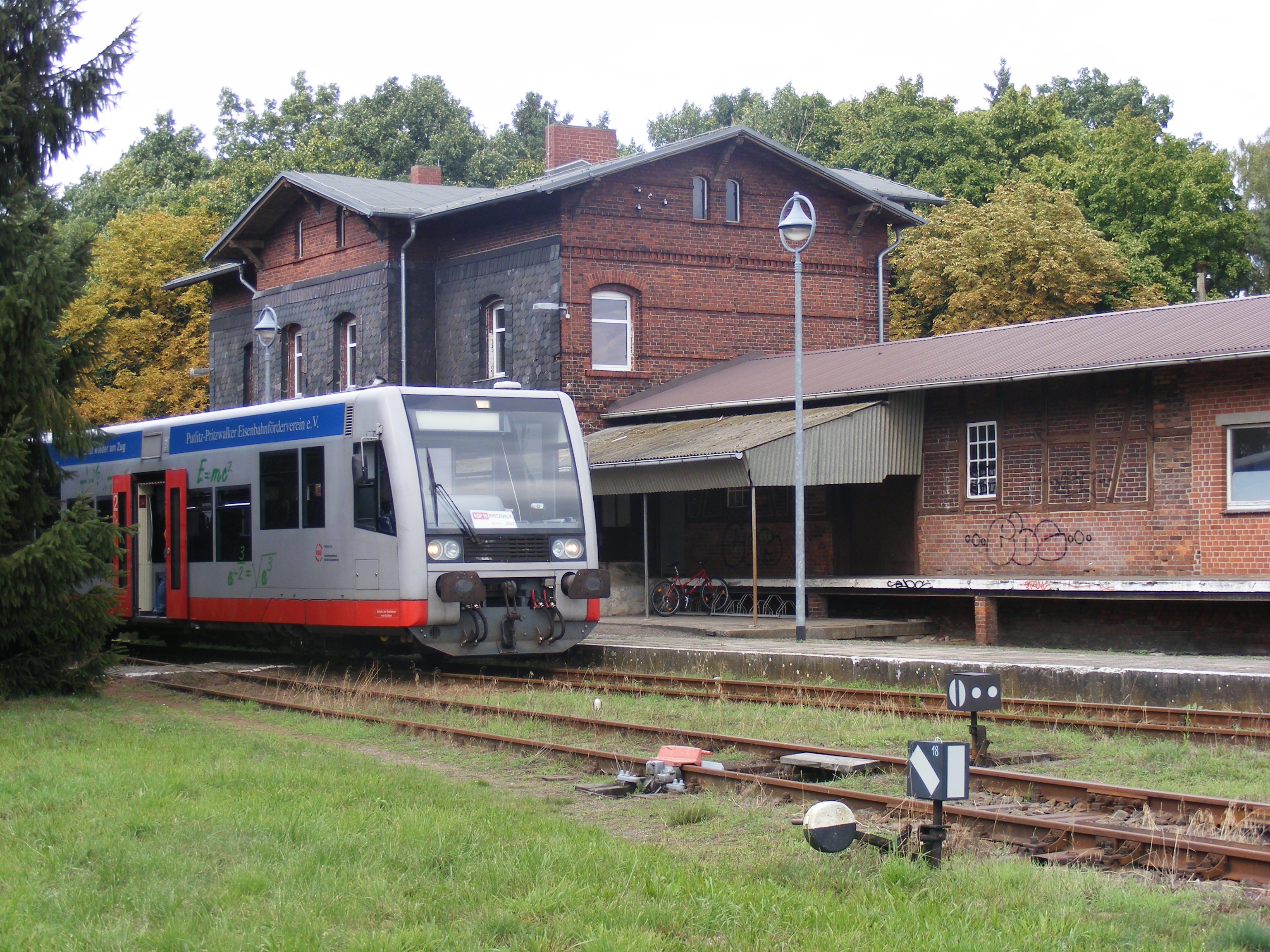
LVT/S der Prignitzer Eisenbahn im Bahnhof Putlitz
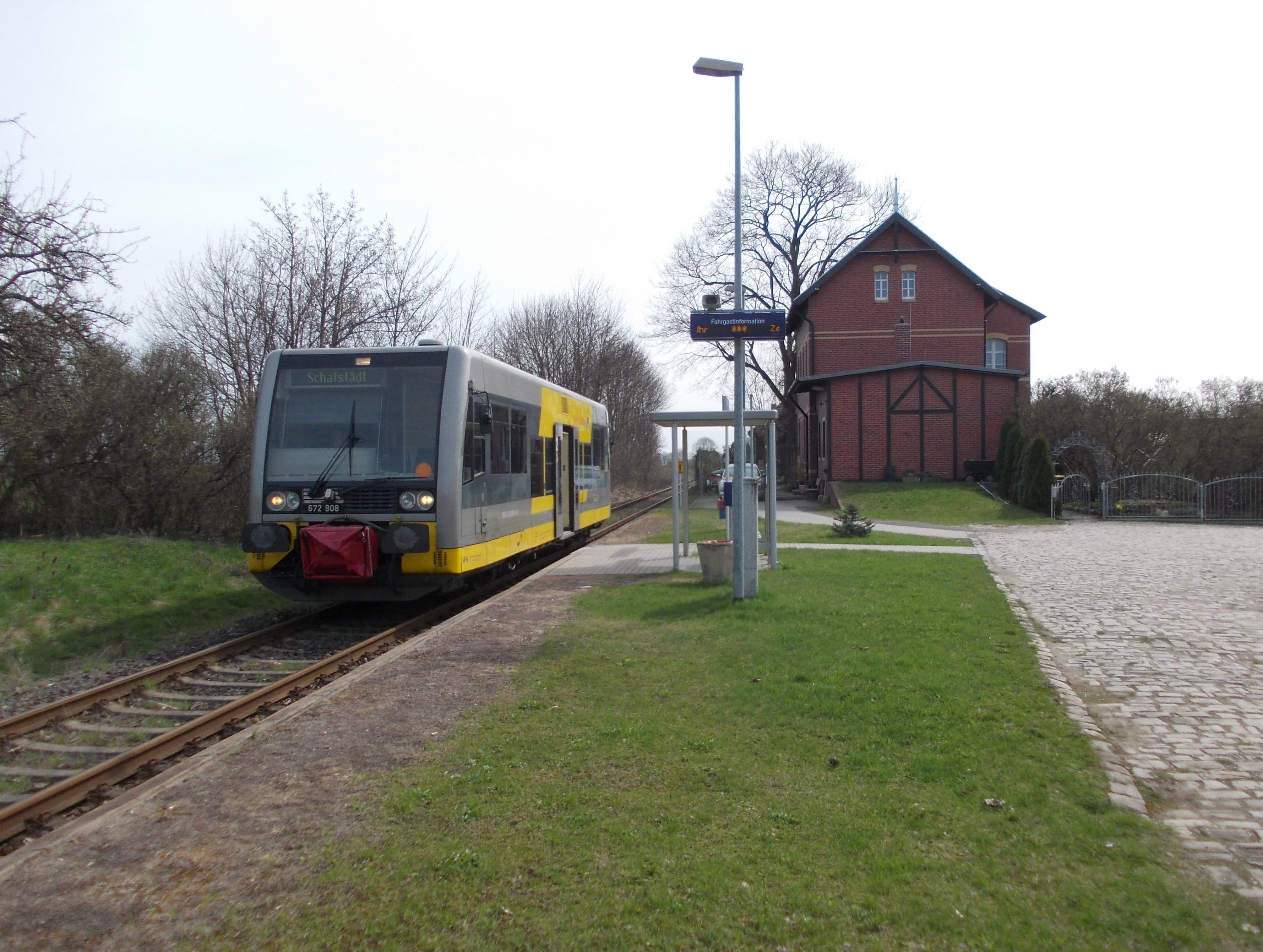
LVT/S der Burgenlandbahn am Haltepunkt Großgräfendorf
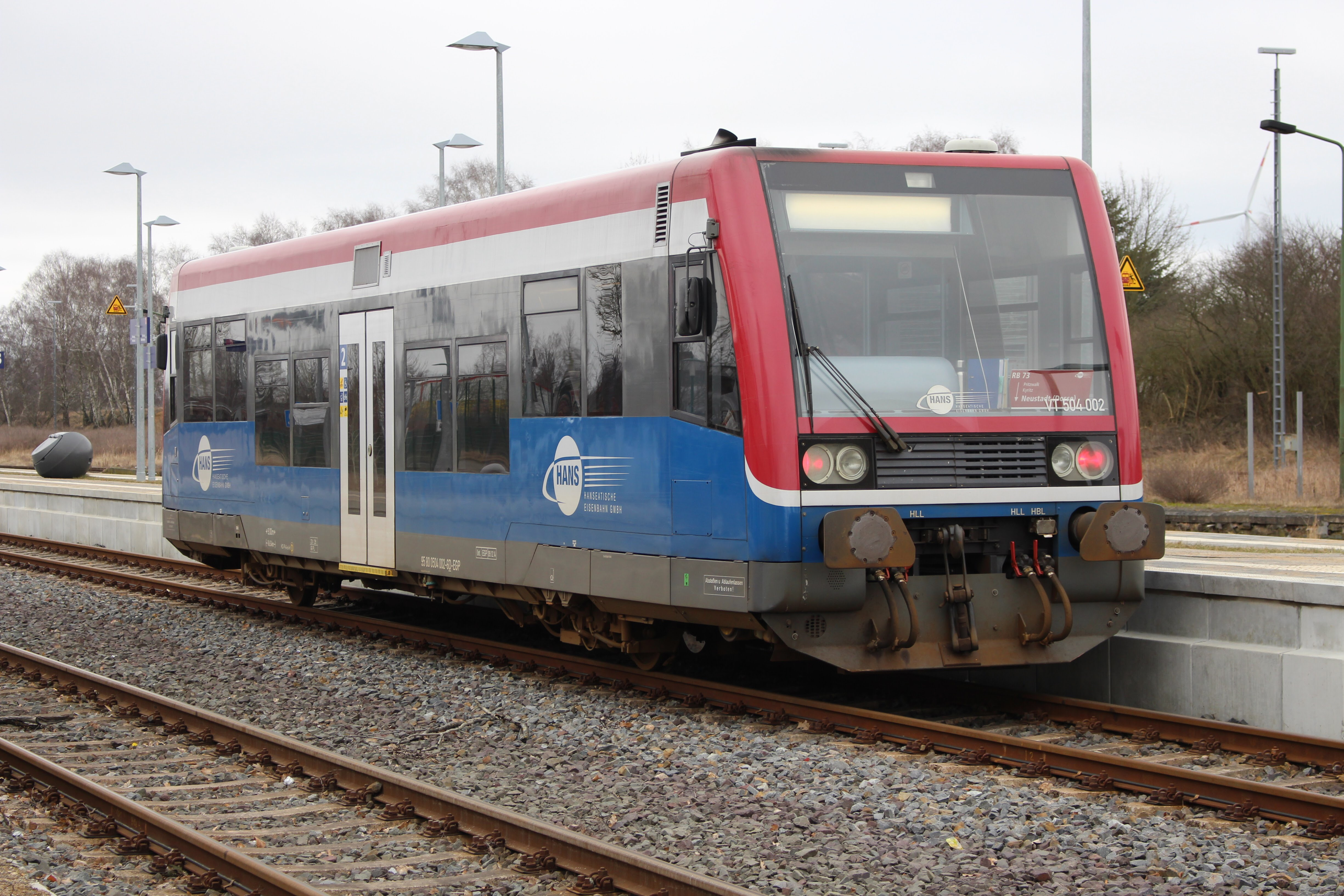
LVT/S der Hanseatischen Eisenbahn in der ehemaligen Lackierungsvariante im Bahnhof Pritzwalk
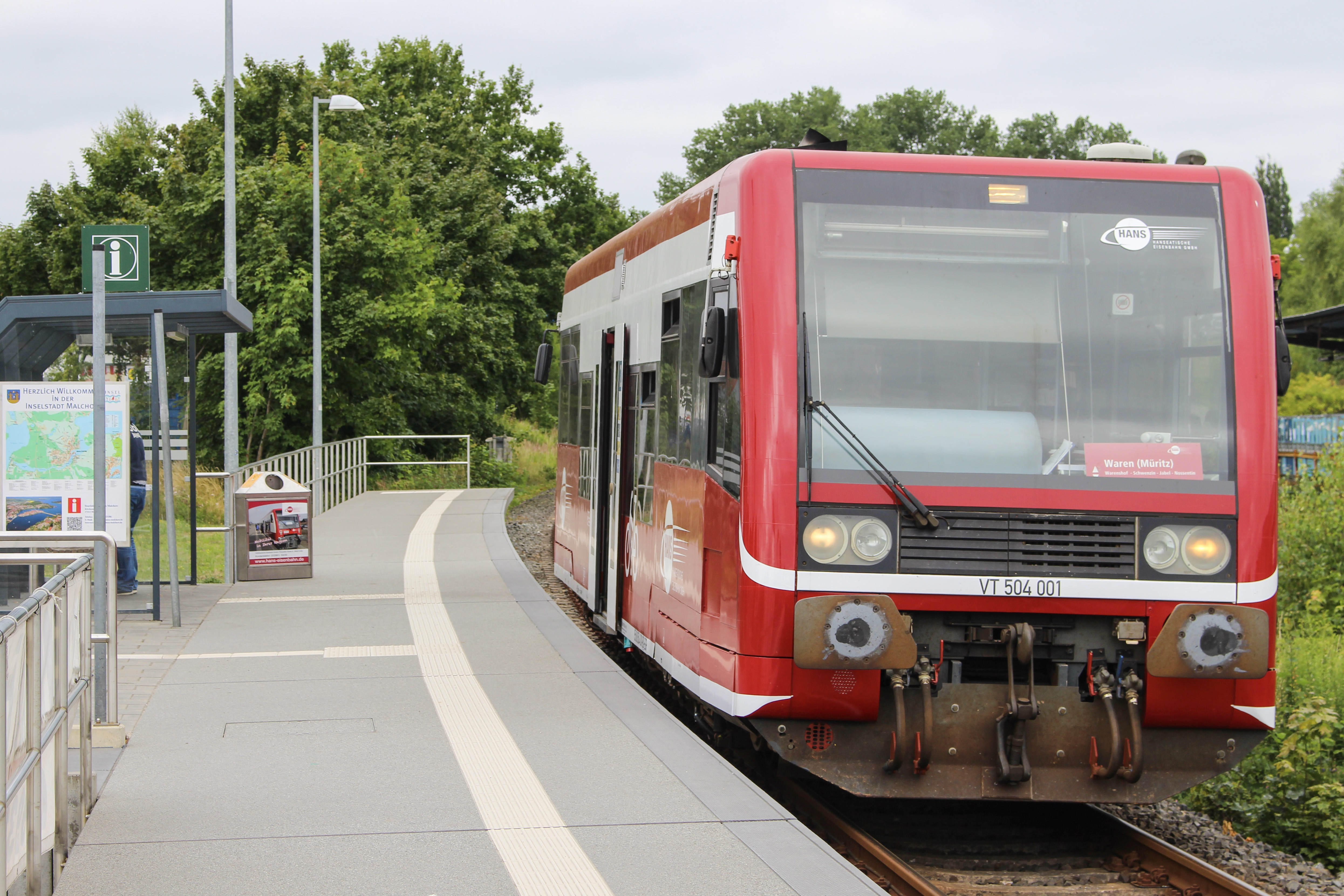
LVT/S der Hanseatischen Eisenbahn in aktueller Lackierung am Haltepunkt Inselstadt Malchow
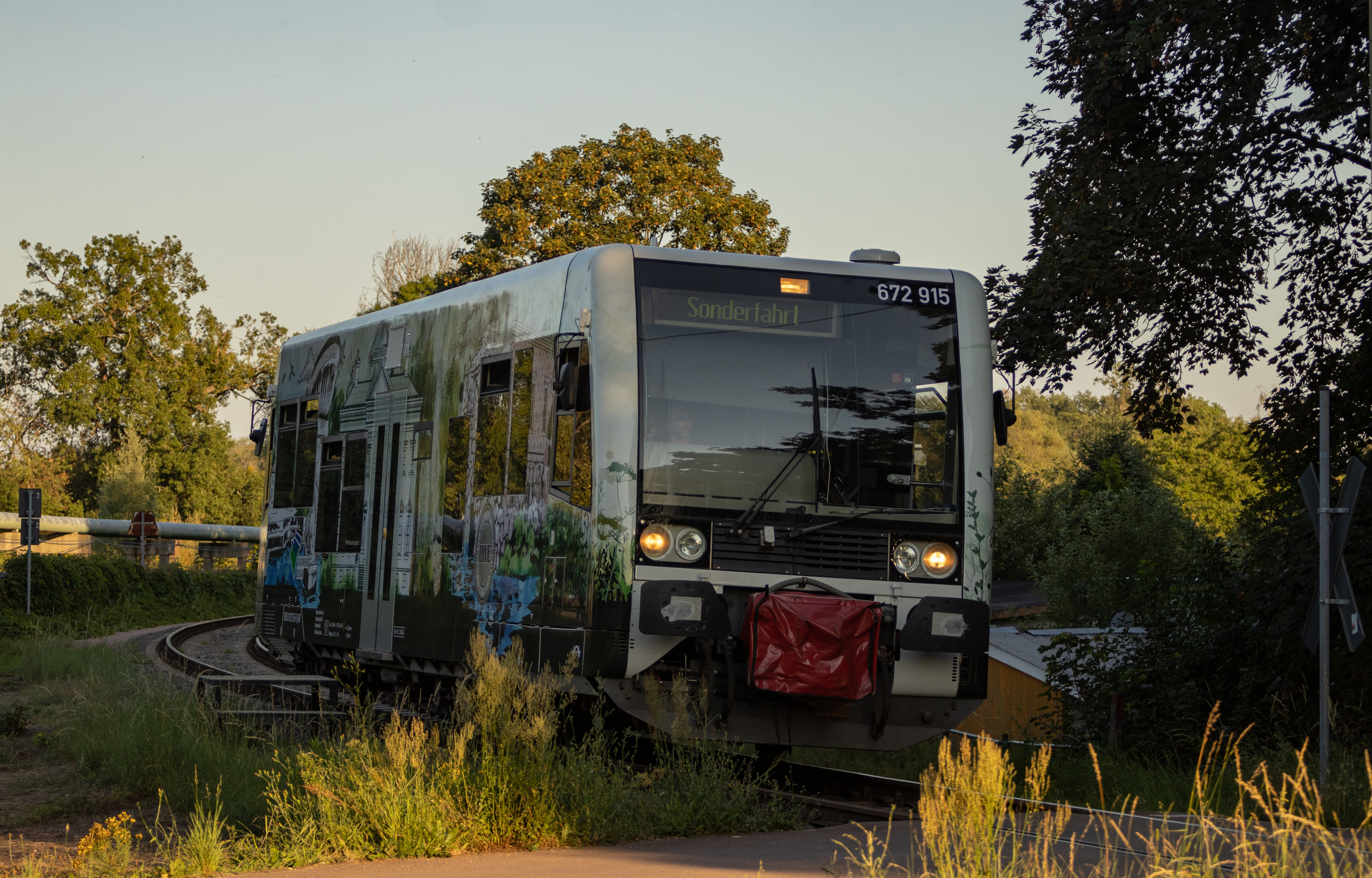
LVT/S der Dessau-Wörlitzer Eisenbahn vor der Fahrzeug Technik Dessau